# Jesús T. Piñero
Jesús Toribio Piñero Jiménez  (16 de abril de 1897-19 de noviembre de 1952) fue el primer puertorriqueño nativo en ocupar la posición de Gobernador de Puerto Rico. Fue nombrado para dicho cargo por el presidente Harry S. Truman en 1946.

## Biografía
Jesús T. Piñero nació en Carolina, Puerto Rico el 16 de abril de 1897.Fue el mayor de los seis hijos de Emilio Piñero y Josefa (Pepita) Jiménez Sicardó. Estudió sus cursos primarios y secundarios en su pueblo. Estudió en la Universidad de Puerto Rico y luego estudió ingeniería en la Universidad de Pensilvania. Cultivó un gran interés por la ciencia y la tecnología, una de sus grandes pasiones fue la radiodifusión. En 1922 fundó con otros amigos el “Porto Rico Radio Club”.  Fue el segundo puertorriqueño en obtener una licencia de radioaficionado y construyó en terrenos de su casa la primera estación radiotelefónica en Puerto Rico que funcionaba con tubos.
Disfrutaba además de la fotografía y cinematografía, filmaba y documentaba actividades cotidianas, así como sucesos de importancia social y política de la vida en Puerto Rico y de los países que visitaba.  En su inquietud por mejorar la sociedad y la educación, compartía estas imágenes de sus viajes con el pueblo, llevando estos conocimientos.  Además, de estos pasatiempos también era amante de la naturaleza, y coleccionaba de sus viajes plantas y aves exóticas, que mantuvo en la pajarera ubicada en la parte posterior de su casa en Canóvanas. De una manera muy pragmática, Piñero propulsó una visión de “internacionalización” décadas antes de que el término se pusiera de moda. 
De 1920 a 1932 Piñero se mantuvo ocupado en su finca en Puerto Rico. Debido a su gran interés por mejorar la economía de la isla, decide incursionar en la política. En 1928 fue elegido a la Asamblea Municipal de Carolina y presidió este cuerpo entre 1929 y 1933. . Su trabajo se caracterizó por la eficiencia y atención a los detalles; se dedicó a legislar para enaltecer los derechos del trabajador puertorriqueño y defendió la industria de la caña de azúcar. En 1934, Piñero participó en la formación de la Asociación de Colonos de la Caña y fue elegido presidente de la organización. Cabildeó en Washington para obtener para los colonos los beneficios de la Ley Costigan Jones. Fue durante estos esfuerzos que conoce al entonces senador Luis Muñoz Marín y pronto establecieron una fuerte amistad.
En 1936, luego de abandonar las filas del Partido Republicano, se postuló sin éxito para el Senado por el distrito de Humacao por el Partido Liberal.  Durante el 1938, se unió a su amigo  Luis Muñoz Marín y colaboró en la fundación del Partido Popular Democrático. Se encargó en gran medida de la campaña para inscribir el nuevo Partido Popular Democrático, trabajó para lograr una mayor autonomía política para Puerto Rico y el derecho a que el gobernador de la Isla fuese electo por sus compatriotas.
En las elecciones de 1940 fue elegido a la Cámara de Representantes  por el recién creado Partido Popular Democrático, donde fue parte de los Comités de Hacienda, Agricultura, y presidió el Comité de Industria y Comercio. Legisló para implementar la ley de salario mínimo y las leyes para crear las corporaciones públicas, entre otros.  Su trabajo a favor de los derechos de las mujeres, niños y pobres fue un aspecto relevante de su obra como legislador. En 1944, bajo la insignia de ese partido, Piñero fue elegido comisionado residente de Puerto Rico, puesto desde el cual establece importantes contactos para dar a conocer las obras y objetivos del gobierno de la Isla.  
En 1946, el presidente Harry S. Truman lo nombró Gobernador de la Isla, pasando a ser el primer puertorriqueño en ocupar esa posición. Durante su administración fueron aprobadas las leyes de exención contributiva que dieron paso al proyecto Operación Manos a la Obra. Durante su gobernación se aprobó legislación que sirvió para el establecimiento de una nueva ley de personal; defendió los proyectos de la Compañía Agrícola, particularmente en Vieques donde eran amenazados por los esfuerzos de expropiación de la Marina de Guerra de los EE. UU.  Impulsó la construcción del aeropuerto internacional de Isla Verde, Carolina.  Fue durante su gobernación, en 1947, que el Congreso de Estados Unidos aprobó la Ley de Gobernador Electivo. Su mandato expiró en 1949 cuando Muñoz Marín pasa a ocupar la gobernación tras haber sido electo en 1948.  
En 1947, Piñero fue nombrado por el presidente Truman como comisionado de los Estados Unidos en la Comisión del Caribe, donde sirvió hasta 1951.  Durante los últimos años de su vida colaboró con el empresario estadounidense Leonard D. Long en proyectos de construcción de viviendas a bajo costo.  Piñero falleció en su hogar el 19 de noviembre de 1952 y fue sepultado en el cementerio municipal de Carolina. En 1947 se enmendo la ley de voto para el pueblo.
| Antecesor: Rexford Tugwell | Gobernador de Puerto Rico 1946-1949 | Sucesor: Luis Muñoz Marín |